# Oidaematophorus madecasseus
Oidaematophorus madecasseus là một loài bướm đêm thuộc họ Pterophoridae. Nó được biết đến ở Madagascar.